# شاكة (قبعة)
الشاكة هي قبعة عسكرية أسطوانية طويلة، وعادة ما يكون لها حافّة، وأحياناً تكون مدببة من الأعلى.